# L'Oceanogràfic de València
|  | Oceanogràfic redirigeix aquí. Per altres significats vegeu Oceanografia |

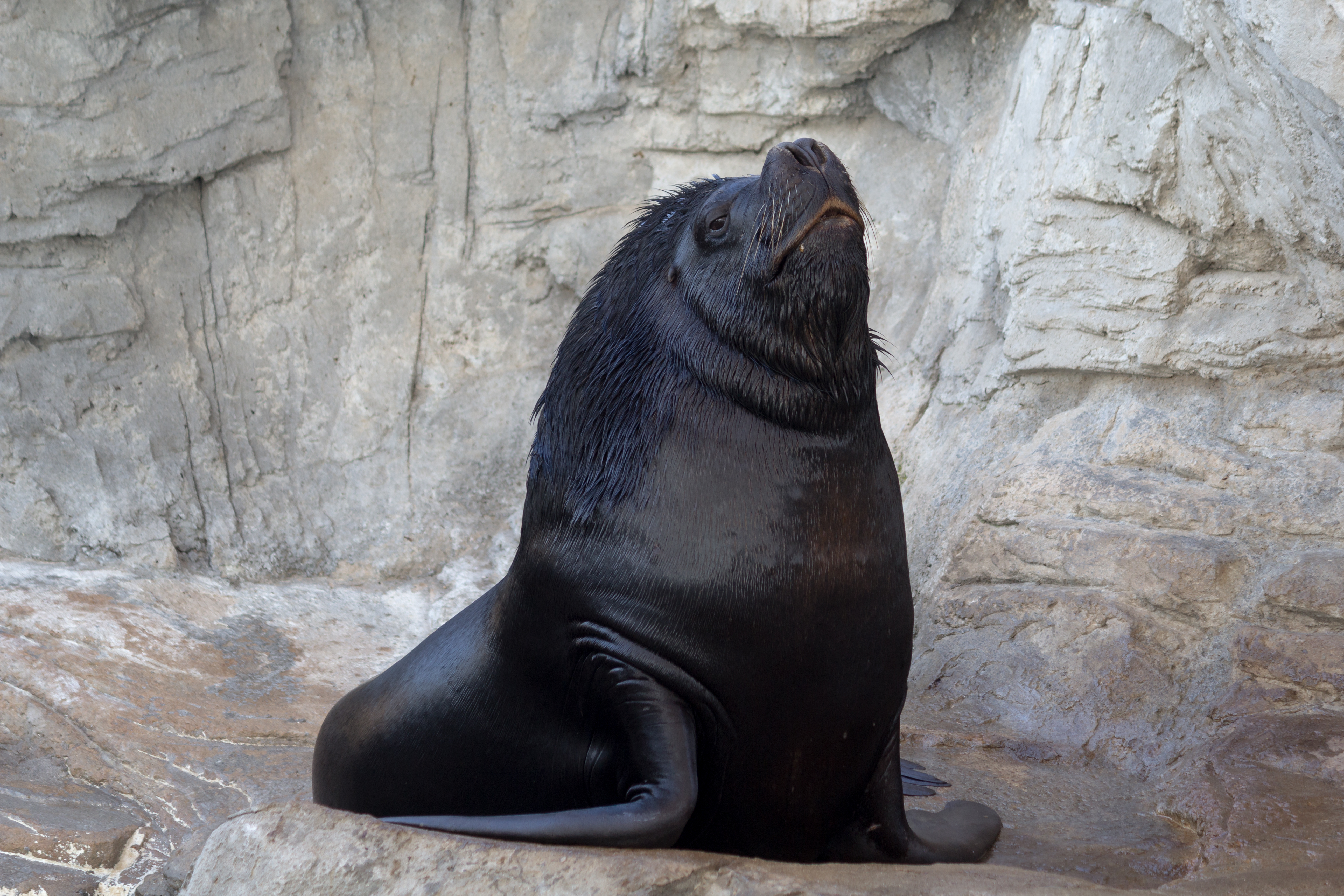
Lleó marí sud-americà a L'Oceanogràfic.

L'Oceanogràfic és un aquari públic i un complex marí de caràcter científic situat al Jardí del Túria de la ciutat de València.
És obra de l'arquitecte Félix Candela Outeriño i els enginyers Alberto Domingo i Carlos Lázaro. Fou inaugurat el 12 de desembre de 2002 i forma part del conjunt anomenat Ciutat de les Arts i les Ciències.
Amb vora de 100.000 metres quadrats i 42 milions de litres d'aigua, és l'aquari més gran d'Europa. Hi ha mostres dels diferents hàbitats marins i conté més de 45.000 exemplars de 500 espècies diferents, entre els quals hi ha peixos, mamífers, aus, rèptils i invertebrats. L'aigua salada es bombeja des de la platja de Malva-rosa, passant pels controls necessaris de salinitat i qualitat. Les instal·lacions es completen amb una piscina annexa per a exhibicions amb dofins, una àrea per als biòlegs i investigadors, sales per a activitats formatives i administració i un auditori.
És l'únic aquari europeu que compta amb morses i belugues i l'únic que ha aconseguit la reproducció d'aquestes últimes, amb un primer naixement l'any 2006 i un segon el 15 de novembre de 2016. El seu dofinari té capacitat per 26 milions de litres d'aigua, el que el converteix en un dels més grans del món.
L'arquitectura del complex és obra de Félix Candela i els enginyers Alberto Domingo i Carlos Lázaro, autors del disseny i càlcul estructural de les cobertes dels edificis.